# Боран Кузум
Боран Кузум е турски актьор.

## Биография
Боран Кузум роден на 1 октомври 1992 г. в Анкара. Завърва театралния факултет на Истанбулската държавна консерватория. Участва в различни театрални постановки, филми и сериали. Снима се е в рекламни клипове, сред които на „Адидас“ и „Кока Кола“. Боран има интерес към киното от своето детство, което е повлияно от неговите родители. Неговият баща участва в ръководството на държавния театър в Анкара, а майка му е завършила факултет по изящни изкуства.
Кариерата си като актьор започва през 2013 г. с ролята на Суат в телевизионния сериал „Майки и майки“, а през 2016 г. играе в сериала „Великолепният век“. В края на 2016 г. по турските екрани излиза телевизионният сериал „Моята родина си ти“, където Боран играе сина на гръцки генерал – лейтенант Леон.

## Филмография

### Сериали
| Година      | Заглавие                  | Оригинално заглавие    | роля           |
| ----------- | ------------------------- | ---------------------- | -------------- |
| 2020        | Уважение                  | Saygı                  | Саваш          |
| 2020        | Обади се на агента ми     | Menajerimi Ara         |                |
| 2019        | Защитникът                | Hakan: Muhafız         | Окан           |
| 2018        | Хълмът на соколите        | Şahin Tepesi           | Ефе            |
| 2016 – 2018 | Ти си моята родина        | Vatanım Sensin         | Леон           |
| 2016        | Великолепният век: Кьосем | Muhteşem Yüzyıl: Kösem | Султан Мустафа |
| 2013 – 2014 | Мащехи и майки            | Analar ve Anneler      | Суат           |

### Филми
| Година | Заглавие              | Оригинално заглавие |
| ------ | --------------------- | ------------------- |
| 2020   | Ние сме такива        | Biz Böyleyiz        |
| 2017   | Проницателният Реджай | Cingöz Recai        |
| 2014   | Да създадеш човек     | Bir Adam Yaratmak   |
| 2012   | Да докоснеш любовта   | Aşka Dokunmak       |